# Vesaignes-sous-Lafauche
Vesaignes-sous-Lafauche település Franciaországban, Haute-Marne megyében. Lakosainak száma 122 fő (2022. január 1.). Vesaignes-sous-Lafauche Aillianville, Orquevaux, Prez-sous-Lafauche, Saint-Blin és Semilly községekkel határos.

## Népesség
A település népessége az elmúlt években az alábbi módon változott:
| Lakosok száma | 166  | 152  | 138  | 132  | 125  | 125  | 128  | 134  | 134  | 122  |
|               | 1968 | 1982 | 1990 | 2006 | 2013 | 2015 | 2017 | 2019 | 2020 | 2022 |